# Mistrzostwa Polski w Tenisie Stołowym 1997
Mistrzostwa Polski w Tenisie Stołowym 1997 – 65. edycja mistrzostw, która odbyła się w 1997 roku w Krakowie.

## Medaliści
| Konkurencja             | Złoty                                                                | Srebrny                                                                         | Brązowy |
| Gra pojedyncza mężczyzn | Tomasz Krzeszewski (Warrior Ostróda)                                 | Tomasz Redzimski (KS Piaseczno)                                                 | Marcin Kusiński (KS Piaseczno) Piotr Skierski (Moldan Kuchl)                                                                                         |
| Gra pojedyncza kobiet   | Wanda Lityńska-Sydorenko (Wanda Nowa Huta)                           | Anna Januszyk (Siarka Tarnobrzeg)                                               | Agnieszka Gieraga (Siarka Tarnobrzeg) Paulina Narkiewicz (AZS Częstochowa)                                                                           |
| Gra podwójna mężczyzn   | Tomasz Krzeszewski (Warrior Ostróda) Piotr Szafranek (TTC Bad Hamm)  | Lucjan Błaszczyk (Ogrodnik Bielsko-Biała) Piotr Skierski (Moldan Kuchl)         | Marcin Kusiński (KS Piaseczno) Tomasz Redzimski (KS Piaseczno) Grzegorz Adamiak (Euromirex Radom) Daniel Sagan (Olimpia Lubsko)                      |
| Gra podwójna kobiet     | Danuta Nowacka (Stal Zawadzkie) Jolanta Langosz-Pękała (TTC Staffel) | Wanda Lityńska-Sydorenko (Wanda Nowa Huta) Paulina Narkiewicz (AZS Częstochowa) | Agnieszka Gieraga (Siarka Tarnobrzeg) Anna Januszyk (Siarka Tarnobrzeg) Izabela Frączak (Zagrodniki Łódź) Kinga Stefańska (Siarka Tarnobrzeg)        |
| Gra mieszana            | Piotr Skierski (Moldan Kuchl) Danuta Nowacka (Stal Zawadzkie)        | Lucjan Błaszczyk (Ogrodnik Bielsko-Biała) Jolanta Langosz-Pękała (TTC Staffel)  | Tomasz Redzimski (KS Piaseczno) Wanda Lityńska-Sydorenko (Wanda Nowa Huta) Tomasz Krzeszewski(Morliny Ostróda) Agnieszka Gieraga (Siarka Tarnobrzeg) |